# トレチャコフスカヤ駅
座標: 北緯55度44分28秒 東経37度37分39秒 / 北緯55.7412度 東経37.6274度
トレチャコフスカヤ駅（トレチャコフスカヤえき、ロシア語: Третьяковская）は、モスクワ地下鉄6号線および8号線の駅。名称は近くにあるトレチャコフ美術館による。

## 歴史
1971年1月3日に開業した。